# Петрокорбівка
Петроко́рбівка — село в Україні, у Новгородківській селищній громаді Кропивницького району Кіровоградської області. Населення становить 384 осіб. Колишній центр Петрокорбівської сільської ради.

## Населення
Згідно з переписом УРСР 1989 року чисельність наявного населення села становила 394 особи, з яких 180 чоловіків та 214 жінок.
За переписом населення України 2001 року в селі мешкало 390 осіб.

### Мова
Розподіл населення за рідною мовою за даними перепису 2001 року:
| Мова       | Відсоток |
| ---------- | -------- |
| українська | 98,70 %  |
| російська  | 1,04 %   |
| молдовська | 0,26 %   |